# النادي الأهلي (عطبرة)
النادي الأهلي عطبرة، هو نادي كرة قدم سوداني من مدينة عطبرة تأسس عام 1951. يلعب في الدوري السوداني الممتاز. الملعب الرسمي للفريق هو ملعب عطبرة الذي تبلغ سعته 13000 متفرج.

## سجل المشاركات
- كأس الكونفدرالية الإفريقية (مرة واحدة): 2014.[3]
- الدوري السوداني الممتاز (8 مرات): 2020، 2019، 2018، 2017، 2016، 2014، 2013، 2006.[3]
- كأس السودان (3 مرات): 2020، 2017، 2009.[3]